# Carlos Denegri

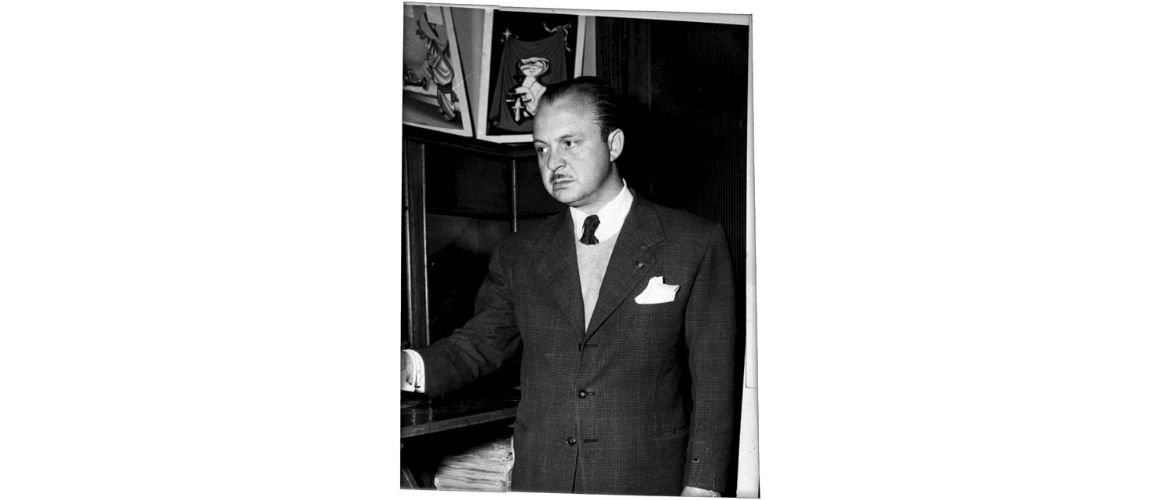
Foto del Archivo Casasola perteneciente a la Mediateca del INAH

Carlos Denegri Pacheco (27 de noviembre de 1910 - 1 de enero de 1970) fue un destacado periodista mexicano de mediados del siglo XX, reportero y columnista del  periódico Excélsior en el cual colaboró durante 32 años. Fue uno de los primeros periodistas en transmitir noticias por televisión en México. Debido a su cercanía con muchas figuras políticas del momento, y a la línea oficialista de sus escritos y transmisiones, es considerado un periodista que estuvo al servicio del régimen priista.
Su madre fue la escritora y cantante argentina Ceide Pacheco, quien se trasladó a México cuando su hijo Carlos era pequeño. Ahí se casó con  el político y diplomático mexicano Ramón P. Denegri quien adoptó a Carlos y le dio su apellido. La familia se mudó a España en 1936 cuando Ramón fue nombrado embajador de México en aquel país, donde Ciede escribió la obra: Tragedias de la retaguardia: estampas vivas del dolor de España , publicada en 1937.
Aunque él siempre presumió haber nacido en Texcoco, en realidad nació en Argentina, incluso existe una ficha elaborada por la extinta Dirección Federal de Seguridad –órgano de espionaje interno del gobierno mexicano– de que Carlos Denegri tenía la nacionalidad argentina.

## Carrera periodística
En 1938 se presentó frente a Don Rodrigo del Llano, el emblemático director de Excélsior, un joven de 28 años y le dijo: «Señor, quiero ser periodista... Se hablar inglés, francés y alemán". Su nombre era Carlos Denegri. Vivió la mayor parte de su infancia en Europa, la primaria la cursó en Berlín, Alemania y sus estudios universitarios de filosofía y letras en Bruselas, Bélgica.
A lo largo de su carrera periodística, Denegri obtuvo entrevistas exclusivas con personajes importantes como Martin Luther King, John F. Kennedy, Francisco Franco, Juan Domingo Perón, Sinclair Lewis, Gandhi, Nehru, Golda Meir, Krushev, Gamal Nasser. La agencia de noticias estadounidense Associated Press lo describió como "uno de los diez reporteros más influyentes en el mundo".
En su trayectoria profesional se incluye el haber sido uno de los pocos corresponsales mexicanos que cubrieron la Segunda Guerra Mundial, junto con Raúl Noriega de El Nacional, Octavio Novaro por La Prensa, Patricio F. Healy del Novedades, Fernando Lanz Duret por El Universal, Javier Sánchez Gavito de periódicos del interior de la república y Luis Lara Pardo quien fue capturado por el ejército Alemán y mantenido como prisionero por poco más de un año y en cuyo reemplazo Excelsior envió a Denegri quien de esa experiencia publicó el libro «Luces rojas en el Canal».

Durante muchos años tuvo una columna de opinión en el periódico Excélsior que se titulaba Miscelánea Política, y un programa de televisión llamado Miscelánea Denegri. Fundó la revista Noctámbulas en la década de 1940 fue colaborador de la revista Life, director de Revista de Revistas, y autor de columnas como Ric y Rac, Roc y Rac, Buenos Días, Miscelánea de los Jóvenes y Miscelánea Dominical.
«Carlos Denegri era un hombre muy talentoso, culto, sin escrúpulos que vivió siempre haciendo la comparsa del poder. Denegri no era el hombre que escribía todo el contenido de sus columnas. Su paso por el columnismo mexicano  –él fue el primer gran columnista, en el sentido de anticipar movimientos políticos, presentar madruguetes, de decir quiénes subían y quiénes bajaban–  no se debía a su talento ni a su cultura, que las tenía, se debía a que era un empleado del poder, un vocero. Su línea de conducción era Francisco Galindo Ochoa quien fue el hombre que manejó la grilla periodística y política en México de los tiempos de Ruiz Cortines a López Portillo.» 

Rafael Cardona

## Controversias y muerte
Carlos Denegri es acusado de haber abusado física y sexualmente de sus cuatro esposas. Muchos también hacen referencia a su alcoholismo y a los drásticos cambios en su personalidad que se daban cuando bebía. Demetrio Bilbatúa, quien colaboró en un programa de Denegri, lo describió como "una versión mexicana del Dr. Jekyll and Mr. Hyde". El periodista murió de la mano de su última esposa, Linda Mendoza, quien le disparó en su residencia.

## En la cultura popular
La vida de Denegri es retratada en la novela El Vendedor de Silencio, escrita por Enrique Serna. La novela fue ganadora del Premio Xavier Villaurrutia en 2019. La obra de teatro A ocho columnas de Salvador Novo estuvo similarmente inspirada por la trayectoria de este periodista.